# Estación de Vilabella
Vilabella es un apeadero ferroviario situado en el municipio español homónimo, en la provincia de Tarragona, comunidad autónoma de Cataluña. Cuenta con servicios de media distancia.

## Situación ferroviaria
Se encuentra ubicada en el punto kilométrico 14 de la línea férrea de ancho ibérico que une Madrid con Barcelona a 210,2 metros de altitud, entre las estaciones de Nulles-Bráfim y de Salomó. El kilometraje de la línea sufre varios reinicio (en Zaragoza, Lérida y La Plana-Picamoixons) al basarse en antiguos trazados que unidos dan lugar a la línea entre Madrid y Barcelona. 

## Historia
El ferrocarril llegó a Vilabella desde el este, a principio de 1883 con la apertura del tramo Valls-Calafell de la línea que pretendía unir Barcelona con Valls aunque finalmente se prolongó hasta Picamoixons. Para la construcción de esta línea férrea se creó en 1878 la Compañía del Ferrocarril de Valls a Vilanova y Barcelona. En 1881, la titular de la concesión cambió su nombre a compañía de los Ferrocarriles Directos de Madrid y Zaragoza a Barcelona persiguiendo con ello retos mayores que finalmente no logró alcanzar ya que acabó absorbida por la Compañía de los ferrocarriles de Tarragona a Barcelona y Francia o TBF en 1886. Esta a su vez acabó en manos de la gran rival de Norte, MZA, en 1898. MZA mantuvo la gestión de la estación hasta que en 1941 se produjo la nacionalización del ferrocarril en España y todas las compañías existentes pasaron a integrarse en la recién creada RENFE. 
Desde el 31 de diciembre de 2004 Renfe Operadora explota la línea mientras que Adif es la titular de las instalaciones ferroviarias.

## La estación
Se ubica al suroeste de Vilabella, a algo más de un kilómetro. Es una de las estaciones con menos infraestructuras del tramo ya que simplemente dispone de un pequeño refugio cubierto con aseos que suelen permanecer cerrados. Cuenta con un andén lateral al que accede la vía principal.

## Servicios ferroviarios

### Media Distancia
Los servicios de Media Distancia que ofrece Renfe tienen como principales destinos La Plana-Picamoixons y San Vicente de Calders.
| Línea MD | Trenes   | Origen/Destino       |  | Destino/Origen         | Equivalente Rodalies de Catalunya |
| -------- | -------- | -------------------- |  | ---------------------- | --------------------------------- |
| 35       | Regional | La Plana-Picamoixons |  | San Vicente de Calders |                                   |